# El Briseño
El Briseño är en ort i Mexiko.   Den ligger i kommunen Zacoalco de Torres och delstaten Jalisco, i den centrala delen av landet, 500 km väster om huvudstaden Mexico City. El Briseño ligger 1 361 meter över havet och antalet invånare är 319.
Terrängen runt El Briseño är kuperad söderut, men norrut är den platt. Runt El Briseño är det ganska tätbefolkat, med 90 invånare per kvadratkilometer. Närmaste större samhälle är Zacoalco de Torres, 3,0 km öster om El Briseño. I omgivningarna runt El Briseño växer huvudsakligen savannskog.